# Національний технологічний університет
Національний технологічний університет (ісп. Universidad Tecnológica Nacional (UTN)) — найбільший вищий навчальний заклад технічного профілю в Аргентині. Має розгалужену систему регіональних відділень по всій країні. Є державним і безкоштовним. В університеті навчаються 98 тисяч осіб, що становить близько половини усіх студентів інженерних спеціальностей в Аргентині.

## Історія
1948 року в Буенос-Айресі було створено Національний робітничий університет, який мав випускати фахівців для аргентинської індустрії. 17 березня 1953 року Хуан Перон офіційно відкрив його.
1954 року були створені регіональні відділення у Баїя-Бланці, Ла-Платі й Авельянеді, а у липні 1955 року — у Тукумані.
14 жовтня 1959 року виш було реорганізовано у Національний технологічний університет.

## Склад

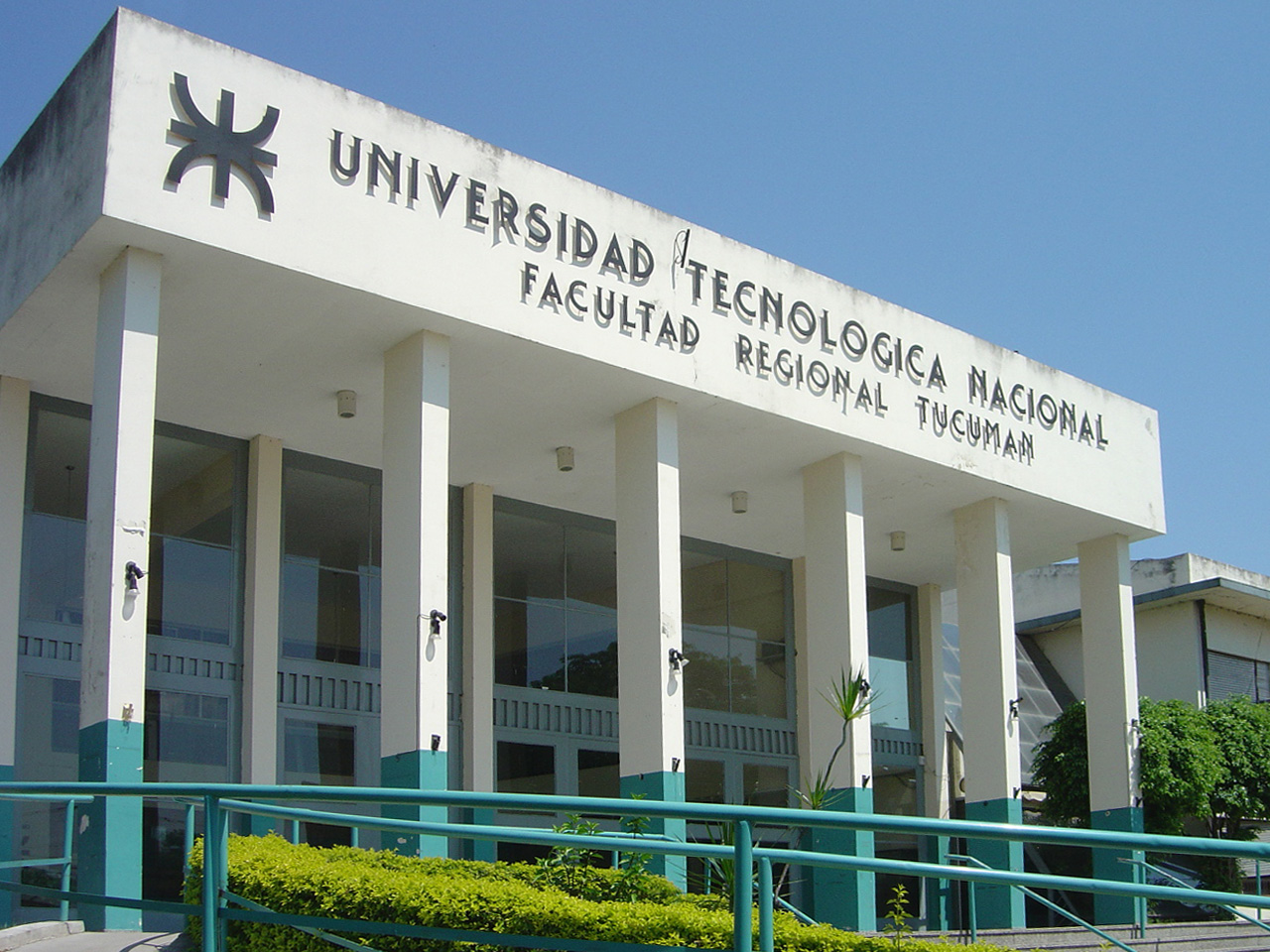
Відділення у Тукумані

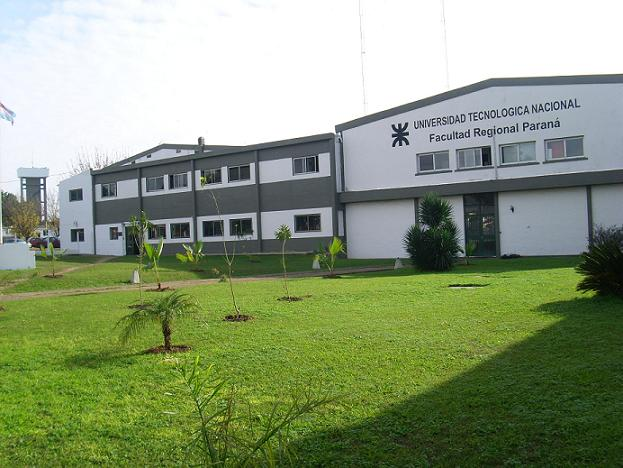
Відділення у Парані

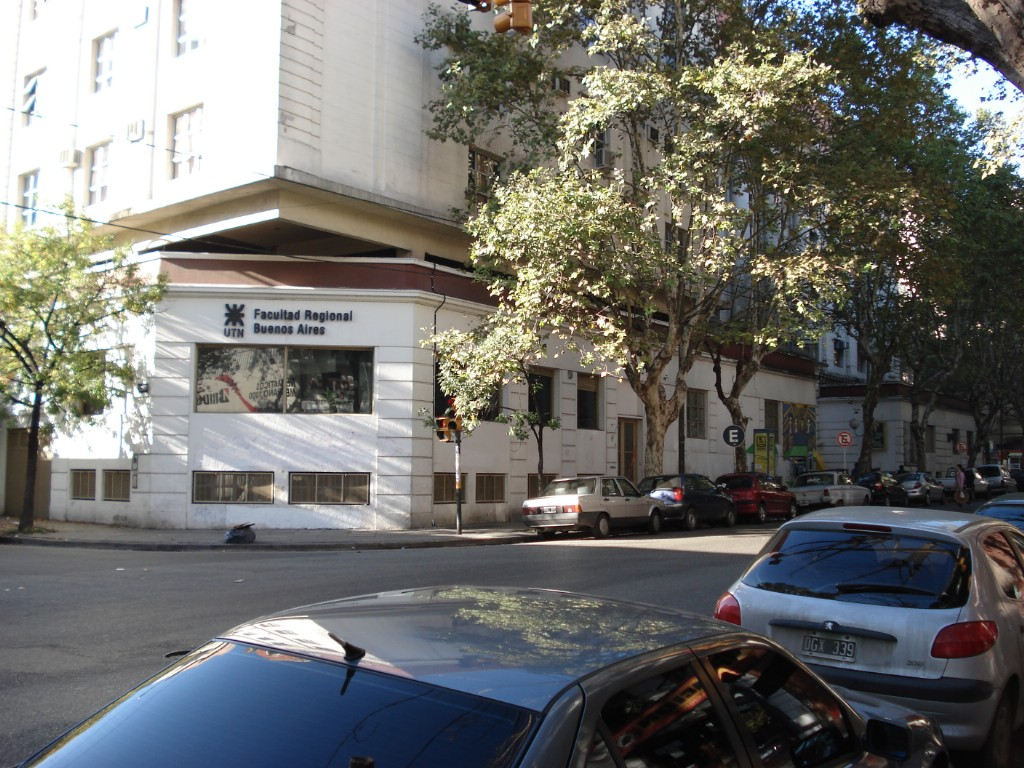
Відділення у Буенос-Айресі

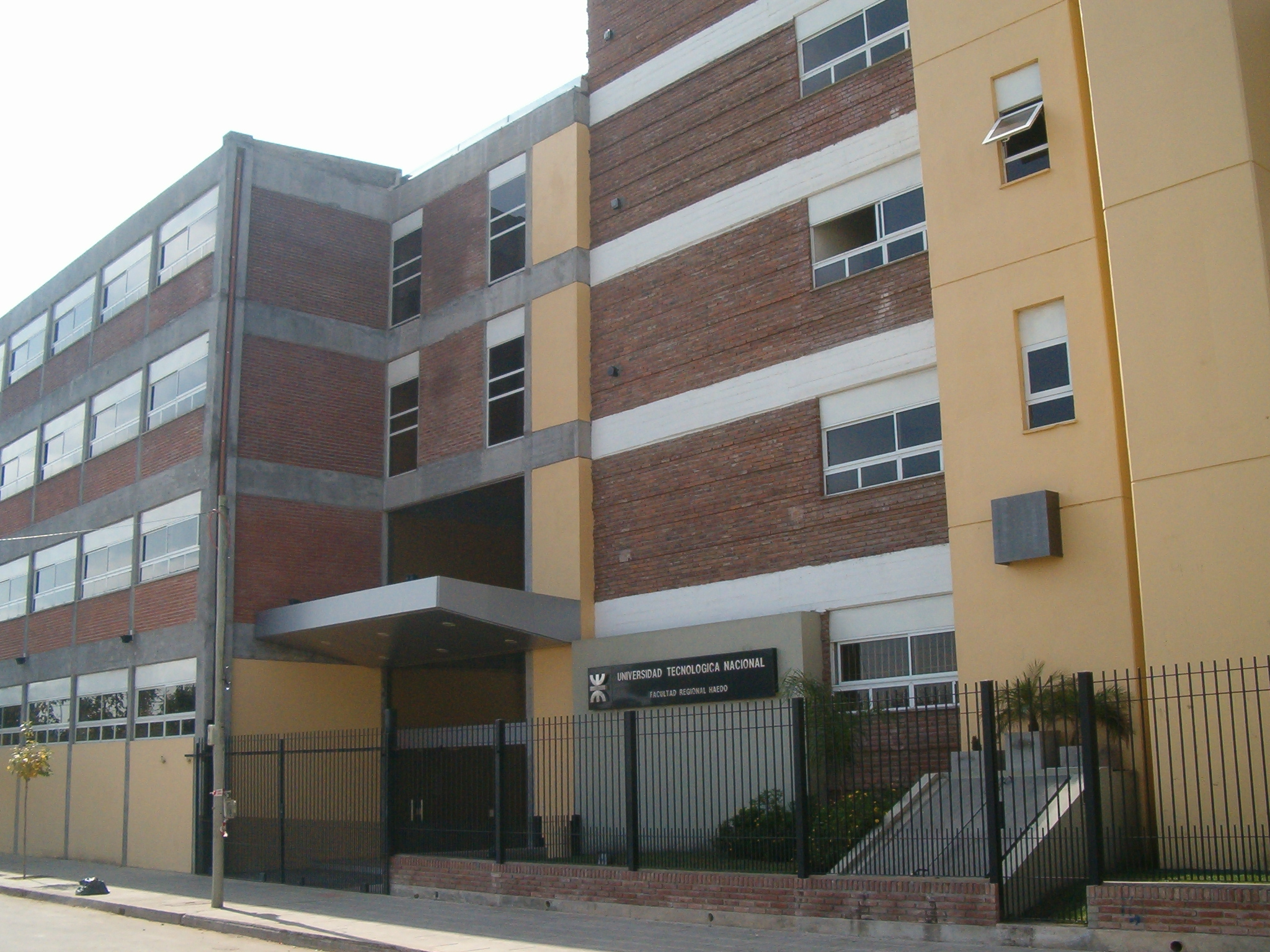
Відділення в Аедо

### Спеціальності
У Національному технологічному університеті викладаються такі спеціальності:
- Аеронавтика
- Цивільне будівництво
- Електротехніка
- Електроніка
- Електромеханіка
- Промислова інженерія
- Машинобудування
- Металургія
- Суднобудування
- Риболовецький промисел
- Хімічна технологія
- Інформаційні системи
- Текстильна промисловість

### Регіональні факультети
Національний технологічний університет має 29 регіональних відділень у таких містах:
- Авельянеда
- Баїя-Бланка
- Буенос-Айрес
- Чубут
- Консепсьйон[en]
- Консепсьйон-дель-Уругвай
- Конкордія
- Кордова
- Відділення Дельта у Кампані
- Хенераль-Пачеко[en]
- Аедо[en]
- Ла-Плата
- Ла-Ріоха
- Мендоса
- Неукен
- Парана
- Пласа-Вінкуль[en]
- Рафаела[en]
- Реконкіста[en]
- Ресістенсія
- Ріо-Гранде[en]
- Росаріо
- Сан-Франсіско[en]
- Сан-Ніколас-де-лос-Арройос
- Сан-Рафаель
- Відділення Санта-Крус у Ріо-Гальєгосі
- Санта-Фе-де-ла-Вера-Крус
- Тренке-Лаукен[en]
- Сан-Мігель-де-Тукуман
- Венадо-Туерто[en]
- Вілья-Марія[en]

Також до складу університету входять:
- Національна Виконавча рада транспорту
- Національний інститут викладачів технічного профілю
- Освітній центр у Мар-дель-Платі